# Славков у Брна
Славков у Брна (чешки изговор Славков у Брна) је место источно од Брна, у Јужноморавском региону у Чешкој. Град је историјски познат као Аустерлиц и као поприште битке „Три цара“ - битке код Аустерлица која су се збила неколико километара западно од града.

## Градови побратими
Градови побратими Славкова у Брну јесу:
- Пољска, Славков
- Аустрија, Хорн
- Холандија, Аустерлиц
- Француска, Дарне

## Партнерски градови
- Славков
- Дарне